# چکاوک زنگاری
چکاوک زنگاری (نام علمی: Corypha sharpii)، که همچنین به عنوان چکاوک شارپ شناخته می‌شود، گونه‌ای چکاوک از تیرهٔ چکاوکان (Alaudidae) است که در سومالی یافت می‌شود.